# Farm der Tiere

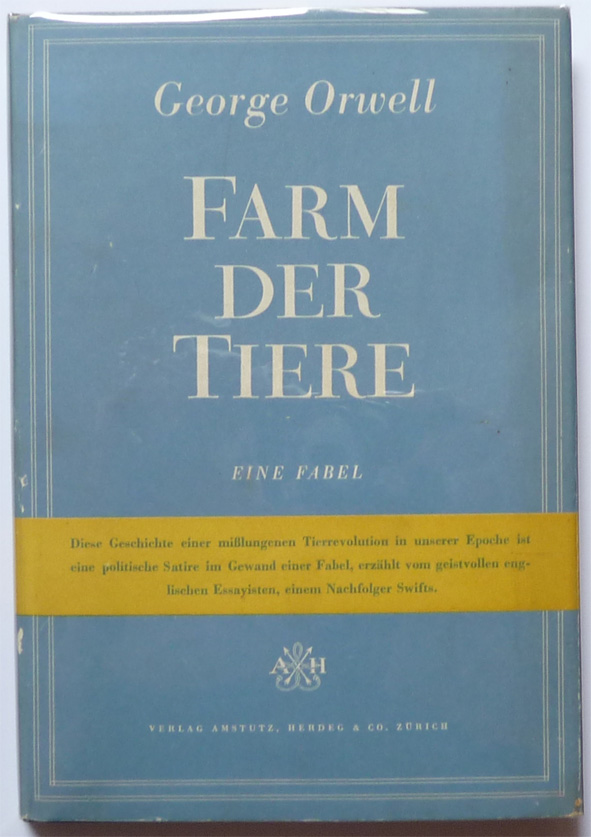
Deutsche Erstausgabe 1946, Amstutz, Herdeg & Co. Zürich (im Impressum ohne Jahresangabe)

Farm der Tiere (Originaltitel: Animal Farm) ist eine Fabel von George Orwell, die 1945 erschien. Der Roman handelt von der Erhebung der Tiere einer englischen Farm gegen die Herrschaft ihres menschlichen Besitzers, der sie vernachlässigt und ausbeutet. Nach anfänglichen Erfolgen und beginnendem Wohlstand übernehmen die Schweine die Führung und errichten schließlich eine Gewaltherrschaft, die schlimmer ist als diejenige, welche die Tiere abschütteln wollten.
Der Roman gilt als Parabel auf die Geschichte der Sowjetunion, bei der auf die vom Volk getragene Februarrevolution letztlich die diktatorische Herrschaft Stalins folgte. In der DDR durfte das Buch, wie auch alle anderen Werke Orwells, nicht erscheinen, und sein Besitz konnte strafrechtliche Folgen haben.

## Inhalt

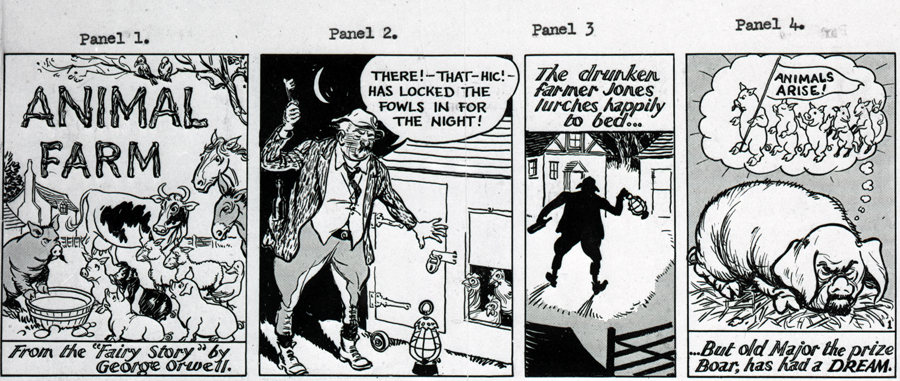
Kopie des ersten Teils von Norman Petts Comicstrip Farm der Tiere aus dem Außenministerium.

Eines Nachts versammeln sich alle Tiere eines englischen Bauernhofes mit Namen „Herren-Farm“ in der großen Scheune, um Old Major zu lauschen. Der preisgekrönte alte Eber hatte einen Traum, in dem die Tiere der Farm das Joch der Unterdrückung abschütteln und nicht mehr nur für den unfähigen und ständig betrunkenen Besitzer, Bauer Jones, arbeiten müssen. Old Major zeichnet ihnen eine blühende Zukunft und ruft sie zur Rebellion auf, doch kann er selbst nicht sagen, wann diese erfolgen wird. Ebenso lehrt er sie das mitreißende und visionäre Lied Tiere Englands.
Kurz darauf stirbt Old Major, und es scheint, als nähme alles weiterhin seinen gewohnten Lauf. Doch die Schweine, die als die intelligentesten Tiere der Farm gelten, und hier besonders der wuchtige Berkshire-Eber Napoleon, der einfallsreiche Schneeball und der redegewandte Schwatzwutz, arbeiten die Lehren Old Majors zu einem Denksystem aus, dem sie den Namen Animalismus geben. Erst drei Monate später kommt es für alle Beteiligten überraschend doch zur angekündigten Rebellion, als Bauer Jones, wieder einmal betrunken, vergisst, die Tiere zu füttern, und diese, von Hunger getrieben, in die Futterkammer eindringen. 
Als Bauer Jones und seine Knechte das mit Gewalt verhindern wollen, werden sie von der Farm gejagt und alle Zeichen der Knechtschaft wie Ketten, Halfter, Peitschen usw. vernichtet. Auch ein Gegenangriff der Menschen aus dem nahegelegenen Dorf kann relativ problemlos zurückgeschlagen werden. Die Farm gehört nun den Tieren, das Farmhaus selbst soll jedoch nur als Museum erhalten werden, und kein Tier solle je darin wohnen. Die Farm wird in „Farm der Tiere“ umbenannt, und an die Rückwand der großen Scheune werden die Sieben Gebote des Animalismus geschrieben, nach denen alle Tiere der Farm leben sollen:
1. Alles, was auf zwei Beinen geht, ist ein Feind.
2. Alles, was auf vier Beinen geht oder Flügel hat, ist ein Freund.
3. Kein Tier soll Kleider tragen.
4. Kein Tier soll in einem Bett schlafen.
5. Kein Tier soll Alkohol trinken.
6. Kein Tier soll ein anderes Tier töten.
7. Alle Tiere sind gleich.

Die Farmarbeit ist in den nächsten Tagen zwar hart und ungewohnt, da die Tiere nun alles selbst erledigen müssen und kaum Werkzeuge gebrauchen können, doch die Ernte ist ein größerer Erfolg, als sie erhofft haben, weil nichts liegengeblieben ist und kein Tier ein Maul für sich genommen hat. Die Tiere sind glücklich, da sie nun nur mehr für sich arbeiten und nicht mehr für Bauer Jones. Sonntags wird nicht gearbeitet, und eine kleine Koppel hinter dem Obstgarten wird als Ruheheim für Tiere bestimmt, die das Pensionsalter erreicht haben.
Obwohl alle Erträge der Farm brüderlich geteilt werden, beanspruchen die Schweine die von den Kühen gewonnene Milch und die Äpfel alleine für sich. Schwatzwutz begründet dies damit, dass Milch und Äpfel für die Gesundheit der Schweine unerlässlich seien. Da die Schweine gewissermaßen die Leitung der Farm übernommen haben, sei dieses Privileg im Interesse aller Tiere. Würde es den Schweinen nämlich nicht gut gehen, könnten sie ihre Aufgabe nicht richtig erfüllen, und vermutlich würde Bauer Jones zurückkehren und die alten Verhältnisse wiederherstellen.
Bereits im kommenden Winter treten die ersten Spannungen zwischen Schneeball und Napoleon auf. Besonders bei dem Thema der geplanten Windmühle, welche die Farm mit Elektrizität versorgen soll, um die Ställe zu beleuchten, im Winter zu heizen und Kreissäge und Häckselmaschine zu betreiben, scheiden sich die Geister. In die Abstimmung, die aller Voraussicht nach zugunsten von Schneeballs ehrgeizigem Plan ausgehen würde, stürmen plötzlich neun große Hunde. Sie sind die Nachkommen der Farmhunde. Napoleon hatte sie im Geheimen aufgezogen und sie sind ihm treu ergeben. Nur mit knapper Not kann Schneeball von der Farm flüchten.
Napoleon schafft daraufhin die gemeinschaftlichen Abstimmungen ab, und die Leitung der Farm wird von einem Schweinekomitee übernommen, in dem er den Vorsitz führt. Spärlich aufkommende Kritik wird von den drohenden Hunden bereits im Keim erstickt, und Schwatzwutz erklärt, was für ein gewaltiges Opfer es doch für Napoleon darstelle, diese Führerschaft als Extraaufgabe zu übernehmen. Außerdem wird Schneeball als Verbrecher denunziert, der nur zu seinem Wohle gearbeitet habe. Drei Wochen später soll die Windmühle dann doch gebaut werden, weil sie in Wahrheit Napoleons Idee gewesen sei. Daher müssen die Tiere nun hart arbeiten. Trotzdem geht es ihnen nicht schlecht, da sie etwa gleich viel Futter haben wie zu Jones’ Zeiten.
Wenig später nimmt die Farm der Tiere Handelsbeziehungen zu den verhassten Menschen auf, um bestimmte Materialien zu beschaffen, die nicht auf der Farm hergestellt werden können, wie Baustoffe oder Teile für die Windmühle. Daher werden ein Schober Heu und ein Teil der Weizenernte verkauft. Die abermals aufkommende Kritik wird durch die Hunde unterdrückt und Unbehagen durch die Propaganda von Schwatzwutz beschwichtigt. Auch verteidigt dieser den Umzug der Schweine in das Farmhaus damit, dass diese einen ruhigeren Arbeitsplatz brauchen und es für die Würde des Führers Napoleon angemessener sei. Schließlich heißt das 4. Gebot ja: „Kein Tier soll in einem Bett schlafen mit Leintüchern“, und ein Bett ohne Leintücher sei auch nur ein Schlafplatz, so wie ein schlichter Schweinekoben.
Schwere Herbststürme zerstören die Windmühle. Obwohl es offensichtlich an einem Konstruktionsfehler liegt (die Mauern waren zu dünn), beschuldigt Napoleon Schneeball der Sabotage. In weiterer Folge wird jedes Unglück dem Vertriebenen in die Schuhe geschoben und sogar die Behauptung aufgestellt, Schneeball arbeite mit den Menschen zusammen und sei schon von Anfang an ein Agent von Bauer Jones gewesen.
Auf den Herbst folgt ein harter Winter – einerseits wegen des Wiederaufbaus der Windmühle, andererseits auch wegen einer Futterknappheit im Januar. Obwohl nach außen hin signalisiert wird, dass alles in bester Ordnung ist, sollen nun alle Eier verkauft werden, um dringend benötigtes Korn zu beschaffen. Die Rebellion der empörten Hennen wird erbarmungslos niedergeschlagen. Auf einer Versammlung wenig später beschuldigen die vier Schweine drei Hennen, die bei der Rebellion federführend waren, und noch ein paar weitere Tiere, freiwillig mit Schneeball zusammenzuarbeiten, und lassen sie von den Hunden hinmetzeln.
Entsetzt und beschämt darüber, dass es auf ihrer Farm solchen Verrat geben konnte, schweigen die Tiere zu diesen Taten; auch dann noch, als das Lied Tiere Englands abgeschafft wird, weil es angeblich ein Lied der Rebellion gegen die Menschen war und diese doch erfolgreich beendet sei. Einzig Kleeblatt fragt irritiert nach dem 6. Gebot, doch dieses lautet plötzlich: „Kein Tier soll ein anderes Tier töten ohne Grund.“
Das gesamte nächste Jahr arbeiten die Tiere viel härter als jemals zuvor, meist an der Windmühle, wodurch die eigentliche Farmarbeit oft liegenbleibt und das Futter abermals knapp wird. Trotzdem geht es ihnen entsprechend den Verlautbarungen und Statistiken von Schwatzwutz viel besser als früher. Im Herbst wird ein großer Stapel Bauholz überraschend an den Nachbarn Mr. Frederick verkauft, obwohl Napoleon diesen zuvor immer wieder schlechtgemacht hatte und mehr dem anderen Nachbarn Mr. Pilkington zugetan schien. Doch das sei Taktik gewesen, wird Schwatzwutz nicht müde zu behaupten. Das ändert sich jedoch schnell, als sich herausstellt, dass Mr. Frederick mit Falschgeld bezahlt hat und wenig später gewaltsam in die Farm der Tiere eindringt und die eben erst fertiggestellte Windmühle sprengt. 
Trotz schwerer eigener Verluste wird die Zurückschlagung dieses Angriffes von Napoleon als großer Sieg gefeiert. Wenig später finden die Schweine eine Kiste Whisky. Wird am nächsten Morgen noch verlautbart, dass der Genuss von Alkohol mit dem Tode bestraft werde, wird jedoch rasch beschlossen, die kleine Koppel, die als Ruheheim für alte Tiere vorgesehen war, für den Anbau von Gerste umzuwidmen, und abermals wird klar, dass die Tiere ein Gebot falsch in Erinnerung hatten: „Kein Tier soll Alkohol trinken im Übermaß.“
Der nächste Winter wird noch strenger als der letzte, die Kornrationen werden noch mehr gekürzt, und immer mehr muss von außerhalb eingekauft werden. Trotzdem verkündet Schwatzwutz, dass die Tiere immer noch mehr Futter bekommen als zur Zeit von Bauer Jones und dass überhaupt alles besser sei als früher. Im April wird die Farm der Tiere zur Republik ausgerufen und Napoleon als einziger Kandidat zum Staatspräsidenten gewählt. Unterdessen arbeitet das alte Zugpferd Boxer härter als jemals zuvor, weil es die neue Windmühle noch vor seiner „Pensionierung“ fertiggestellt haben will. Doch bei einem Unglück wird es schwer verletzt und von Kleeblatt und Benjamin medizinisch versorgt. 
Die Schweine sagen, sie wollen Boxer ins Krankenhaus bringen lassen, wo er besser versorgt werden kann, lassen ihn jedoch vom Abdecker abholen, um Geld für Whisky zu bekommen. Schwatzwutz verkündet später, Boxer sei trotz aller medizinischen Hilfe in einem Krankenhaus in der Stadt gestorben. Dass es sich bei dem Wagen, der Boxer abholte, um den Wagen des Abdeckers handelte, stellt er als schlichten Irrtum hin. Der Tierarzt habe den Wagen vom Abdecker gekauft und sei noch nicht dazu gekommen, die Beschriftung zu ändern.
Jahre später leben zwar viel mehr Tiere auf der Farm, doch nur mehr eine Handvoll davon hatte die Rebellion gegen Bauer Jones selbst miterlebt. Die Windmühle steht nun zwar, doch wird sie nur zum Kornmahlen verwendet, was guten Profit abwirft. Unterdessen arbeiten alle (mit Ausnahme der Schweine und Hunde, die mit der „Verwaltung“ beschäftigt sind) hart an einer zweiten Windmühle, die dann endlich Strom und den versprochenen Luxus liefern soll. Trotzdem erscheint ihnen das Leben als Privileg, weil die Farm immer noch die einzige in England ist, die sich im Besitz von Tieren befindet, und sie somit nur für sich arbeiteten, denn alle Tiere sind gleich.
Doch eines Tages laufen die Schweine plötzlich alle auf zwei Beinen und tragen Kleidung, was den Sieben Geboten des Animalismus zu widersprechen scheint. Aber auf der Scheune steht plötzlich nur mehr ein einziges Gebot:

„Alle Tiere sind gleich,

aber manche sind gleicher.“

Kurz darauf trifft eine Abordnung der umliegenden menschlichen Farmer ein, und stolz präsentieren die Schweine, wie prächtig die Farm der Tiere doch laufe und wie gut die Tiere doch leben. Die Menschen, allen voran Mr. Pilkington, sind tief beeindruckt. Bei einem abendlichen Festessen sprechen sich Menschen und Schweine für eine gute Zusammenarbeit aus und lassen sich gegenseitig hochleben. Doch als bei einem freundschaftlichen Kartenspiel sowohl Napoleon als auch Mr. Pilkington gleichzeitig ein Pik-Ass ausspielen, kommt es zum Streit zwischen den beiden Parteien. Die anderen Tiere, welche die befremdliche Situation durch ein Fenster von draußen betrachten, können nicht mehr unterscheiden, wer Mensch und wer Schwein ist.

## Allegorien, Interpretationen, reale Vorbilder

### Allgemeine Handlung
Das Buch beschreibt allegorisch Personen und Ereignisse in der jungen Sowjetunion, beginnend bereits mit der Unterdrückung des Volkes durch Zar Nikolaus II. (Herrschaft von Bauer Jones), der Februarrevolution und der Oktoberrevolution (Aufstand der Tiere und Vertreibung von Bauer Jones), die Entwicklung des Sozialismus und Kommunismus (Animalismus) und dessen Verdrehung in den Stalinismus samt dessen anschließender Gewaltherrschaft (Herrschaft der Schweine unter Napoleon).

### Figuren

#### Schweine
Die Schweine stellen die Bolschewisten dar, die zuerst im Rätesystem, später in der stalinistischen Diktatur herrschten.
- Old Major (Ausstellungsname Willingdoner Pracht bzw. Willingdon Beauty)

Der alte weiße Eber repräsentiert sowohl Karl Marx als auch Lenin. Er übernimmt eine ausbildende Rolle, in der er die Tiere gleichsam (wie Marx) mit dem allgemeinen und (wie Lenin) mit dem auf ihre gegenwärtige Lage bezogenen ideologischen Rüstzeug ausstattet. Old Major führt den anderen Tieren ihre Situation vor Augen und sagt, dass die Revolution der Tiere ohne Frage kommen werde, er nur nicht wisse, wann. So wie Marx davon ausgeht, dass die Menschheit ohne Alternative auf den weltweiten Kommunismus zusteuert, glaubt Old Major, dass die Tiere auf eine Welt ohne Menschen werden zugehen müssen.
Nach Old Majors Tod wird sein Schädel aufgebahrt und von den Tieren wöchentlich besucht, eine Entsprechung der Präparierung und Aufbahrung von Lenins Leichnam im Lenin-Mausoleum.
- Napoleon (in den frühen französischen Versionen César)

Der Berkshire-Eber symbolisiert Josef Stalin. Er operiert von Anfang an im Hintergrund und zieht Hundewelpen als seine Geheimpolizei heran, mit deren Hilfe er schließlich Schneeball verjagt. Danach reißt er alle Macht an sich, lässt die Wahrheit verdrehen und errichtet eine Gewaltherrschaft, die schlimmer ist als die, die die Tiere abschütteln wollten. In Orwells Roman 1984 übernimmt diese Rolle der „Große Bruder“.
- Schneeball (englisch Snowball)

Der weiße Eber wurde inspiriert durch Leo Trotzki. Gemeinsam mit Napoleon (Stalin) führt er den Aufstand an und übernimmt die Leitung der Farm, doch schon bald kommt es zu Spannungen zwischen den beiden. Diese gipfeln schließlich in der Vertreibung Schneeballs durch Napoleons Hunde (Exil und Ermordung Trotzkis). Im Nachhinein wird er für alle Misserfolge der Farm verantwortlich gemacht und sogar als Doppelagent der Menschen bezeichnet, vergleichbar mit der Rolle von „Goldstein“ in 1984.
- Schwatzwutz (auch Quiekschnauz, Petzer, englisch Squealer)

Das kleine, dickliche Schwein mit der großen Redebegabung verkörpert Wjatscheslaw Molotow und den gesamten Propagandaapparat der Sowjetunion, angeführt von der Tageszeitung Prawda. Als Sprecher Napoleons rechtfertigt er dessen Entscheidungen, bringt seine Gegner in Misskredit und kontert Kritik mit der Aussicht, dass (Zar) Jones zurückkommen könnte und alles dann noch schlimmer wäre. Darüber hinaus verdreht Schwatzwutz in seinen Reden die Realität, indem er die Erinnerung der Tiere manipuliert und vergangene Ereignisse verfälscht darstellt, sodass Widersprüche aus dem Weg geräumt werden.
- Rotäuglein (englisch Pinkeye)

Das junge Schwein, das Napoleons Essen vorkosten muss, weil dieser fürchtet, dass es vergiftet sein könnte, steht für Stalins Wahnvorstellungen, überall Verschwörungen gegen sich zu sehen, welche die Stalinschen Säuberungen einleiteten.

#### Pferde
Die Pferde symbolisieren die drei sozialen Klassen.
- Boxer

Das kräftige Zugpferd ist das Sinnbild des einfachen Arbeiters der Unterschicht. Mäßig gebildet, verfügt er zwar über mehr als genügend Kraft, gegen seine Ausbeuter (menschliche wie tierische) aufzubegehren, kann sich jedoch aus eigenem Antrieb nicht dazu entschließen, da er sehr naiv ist und langsam denkt. Seine beiden Maximen lauten „Ich will und werde noch härter arbeiten“ und „Napoleon hat immer recht“. Durch seine Gutmütigkeit, Gutgläubigkeit und blinden Gehorsam gegenüber der Führung arbeitet er sich zu Tode. Doch selbst aus diesem Unglück ziehen die Schweine noch zusätzlichen Nutzen, indem sie ihn an den Abdecker verkaufen, um sich aus dem Erlös Alkohol zu besorgen. Möglicherweise steht Boxer auch für die Stachanow-Bewegung, eine Kampagne zur Steigerung der Arbeitsmoral in der Sowjetunion, oder für den vorbildlichen „Helden der Arbeiterklasse“ Stachanow selbst. An Boxer wird nur allzu deutlich, dass gerade die Arbeiter von der kommunistischen Partei am meisten ausgebeutet wurden, obwohl sie der eigentliche Grund der Revolution waren. 
 Als Äquivalent im Roman 1984 kann „Winston Smiths“ Nachbar „Tom Parsons“ gesehen werden.
- Kleeblatt (englisch Clover)

Die stämmige Mutterstute, die nach ihrem vierten Fohlen ihre alte Figur nicht wieder zurückgewonnen hat, repräsentiert die etwas stärker gebildete Mittelklasse. Sie sympathisiert mit Boxer (den Arbeitern) und kümmert sich um ihn, als er nach seinem Unfall nicht mehr arbeiten kann. Obwohl sie sich dafür schämt, sich nicht mehr an die originalen sieben Regeln erinnern zu können, nachdem Schwatzwutz sie verändert hat, wird sie jedoch von den drei jüngeren Pferden, welche Boxer ersetzen, mit großem Respekt behandelt.
- Mollie

Die törichte, schöne Schimmelstute ist selbstverliebt, trägt gerne Bänder in ihrer Mähne und liebt Zucker (Luxus) über alles. Sie symbolisiert das Bürgertum (Bourgeoisie) und den niederen russischen Adel. Genauso wie diese beiden Gruppen verlässt Mollie schon bald nach der Revolution die Farm, um „im Ausland“ ihrem gewohnten und verwöhnten Leben nachzugehen.

#### Menschen
Die Menschen stellen die nicht-sowjetischen Mächte dar.
- Mr. Jones

Der verkommene Alkoholiker, der seine Farm und die Tiere vernachlässigt, stellt Zar Nikolaus II. dar, der im Luxus lebte und sich nicht um seine Untertanen kümmerte, sondern sie nur ausbeutete und verhungern ließ.
- Mr. Pilkington

Der leichtlebige Besitzer der großen, verwahrlosten und altmodischen Fuchswald-Farm verkörpert die westlichen Mächte (Großbritannien und USA). Anfangs verfeindet, kooperieren Pilkington und Napoleon schließlich miteinander. Am Ende kommt es jedoch zum Streit zwischen den beiden, ein Ausblick auf den beginnenden Kalten Krieg zwischen den Supermächten USA und Sowjetunion.
- Mr. Frederick

Der zähe und gerissene Besitzer der kleineren, aber gut in Schuss stehenden Knickerfeld-Farm symbolisiert Adolf Hitler und das damalige Dritte Reich. Frederick macht zunächst diplomatische und wirtschaftliche Geschäfte mit der Farm (siehe deutsch-sowjetischer Nichtangriffspakt), versucht aber später, diese einzunehmen (Unternehmen Barbarossa), und zerstört dabei die Windmühle, wird jedoch vernichtend geschlagen (Schlacht von Stalingrad).
- Mr. Whymper

Der Verbindungsmann der Farm der Tiere zu den Menschen vereinigt in sich die westlichen Intellektuellen (wie zum Beispiel George Bernard Shaw und Lincoln Steffens), welche die Sowjetunion 1919 besuchten und rühmten, was sie dabei sahen.

#### Andere benannte Tiere
- Benjamin

Der stets schlecht gelaunte und zynische Esel ist das älteste Tier der Farm, möglicherweise auch das weiseste, denn er kann nicht nur lesen, sondern steht den Schweinen und der Revolution an sich von Anfang an skeptisch gegenüber und erkennt auch als einziger, was wirklich mit Boxer geschieht. Er verkörpert die skeptische Intelligenzija, die – wie Benjamin mit Boxer – stark mit der arbeitenden Bevölkerung sympathisiert, aber nicht zu den Machern der Revolution gehört und deren Fortgang nur kommentiert. Er selbst ist auch gutmütig. Er verkörpert eine Art Kassandra, der die schlechten Seiten der Revolution sehr früh erkennt.
- Muriel

Die weiße Ziege kann neben den Schweinen und Benjamin lesen und wird daher oft von Kleeblatt gebeten, ihr die Sieben Gebote vorzulesen, wenn sie sich nicht mehr daran erinnern kann. Sie repräsentiert ebenfalls das Lager der Intellektuellen. Sie stirbt kurz vor dem Ende der Geschichte, genauso, wie die intellektuelle Generation in der Sowjetunion.
- Moses

Der zahme schwarze Rabe verkörpert die Religion und insbesondere die Russisch-Orthodoxe Kirche. Er paktiert zu Beginn mit Bauer Jones und erzählt immer vom Kandiszuckerberg (Sugarcandy Mountain) oberhalb der Wolken, einer Art Paradies. Er vertröstet damit die Tiere in Zeiten der Not auf das Jenseits. Orwell stimmt durch Moses der Religionskritik von Karl Marx zu. („Die Religion ist der Seufzer der bedrängten Kreatur, das Gemüt einer herzlosen Welt, wie sie der Geist geistloser Zustände ist. Sie ist das Opium des Volkes.“)

#### Unbenannte Tiere
- Die Hunde

Die Welpen der drei Hunde Glockenblume, Jessie, Zwickzwack (auch Knicker; englisch Bluebell, Jessie, Pincher), die Napoleon als persönliche Leibwache abrichtet und mit denen er Schneeball vertreibt und unliebsame Kritiker einschüchtert, stehen für die Tscheka, die Staatspolizei (GPU) und das Volkskommissariat für innere Angelegenheiten (NKWD). Sie sind unbarmherzig, rücksichtslos und ihrem Oberhaupt gegenüber bedingungslos loyal.
- Die Hühner

Die Hühner, die sich dagegen auflehnen, dass alle ihre Eier verkauft werden sollen, verkörpern die Kulaken, Bauern und Landarbeiter, die noch über persönliches landwirtschaftliches Eigentum verfügten und sich gegen ihre Enteignung sträubten.
- Die Schafe

Die Schafe werden als dumm und das nachblökend, was man ihnen erzählt, dargestellt. Sie symbolisieren das ungebildete gemeine Volk und werden von der Propaganda der Führung für ihre Zwecke missbraucht. Jede Diskussion und Kritik der anderen Tiere wird durch ihr Blöken verhindert, indem sie immer wieder den Slogan „Vierbeiner gut, Zweibeiner schlecht“ wiederholen.
- Die Katze

Die Katze wird als arbeitsscheu und unengagiert dargestellt. Sie interessiert sich nicht dafür, wer gerade die Macht in Händen hält, ist aber verschwunden, sobald Gefahr droht. Sie steht für die Kriminellen und die „russische Mafia“, die, egal unter welchem (Regierungs-)System, nur an sich denkt.

#### Symbole
- Die Flagge

Flagge der Farm

Die Flagge, welche die Tiere auf ihrer Farm hissen und die durch ihre grüne Farbe die grünen Fluren Englands und durch Huf und Horn die zukünftige Republik der Tiere versinnbildlicht, ist der sowjetischen Flagge nachempfunden. Zusätzlich ist das Grün die Gegenfarbe zum sowjetischen Rot.
- Die Tiere Englands (englisch Beasts of England)

Das Lied, das Old Major den anderen Tieren der Farm beibringt und das ihnen Leitbild und Hoffnung sein soll, entspricht der Internationalen, dem am weitesten verbreiteten Kampflied der sozialistischen Arbeiterbewegung gemäß dem marxistischen Motto „Proletarier aller Länder, vereinigt euch!“
- Die Windmühle

Die Windmühle stellt den angestrengten Versuch dar, das Land zu industrialisieren. Anfangs als Segen und Fortschritt dargestellt, welcher die Lebensbedingungen der Bevölkerung verbessern sollte, löste die Industrialisierung jedoch eine enorme Hungersnot aus, da immer mehr Arbeitskräfte von der Landwirtschaft abgezogen und der Industrie zugeteilt wurden und immer mehr Getreide ins Ausland verkauft wurde, um Maschinen und Know-how einzukaufen.

#### Ereignisse
- Der Aufstand

Der Aufstand der Tiere und die Vertreibung von Bauer Jones zeichnet die Februarrevolution 1917, die Oktoberrevolution und den Sturz von Zar Nikolaus II. nach.
- Die Schlacht am Kuhstall (englisch The Battle of the Cowshed)

Der erfolglose Rückeroberungsversuch von Bauer Jones stellt den Russischen Bürgerkrieg dar, in dem verschiedene Gruppen unterstützt durch die westlichen Mächte der Entente und der Mittelmächte versuchten, die herrschenden kommunistischen Bolschewiki wieder von ihrer Position zu stoßen.
- Entzweiung Schneeballs und Napoleons

Die Auseinandersetzung um die Führung der Farm spielt an auf den ideologischen Bruch zwischen Leo Trotzki (dessen Theorie der permanenten Revolution die bedingungslose Unterstützung der internationalen Arbeiterbewegung forderte, deren Schicksal über die Existenz der UdSSR entscheiden würde) und Josef Stalin (der eine nationale Politik des „Sozialismus in einem Lande“ und der „Neutralisierung der Weltbourgeoisie“ betrieb).
- Vertreibung und Diffamierung Schneeballs

Die Vertreibung von Schneeball und die anschließenden ständigen Schuldzuweisungen durch Napoleon zeichnen das Exil von Trotzki und seine Diffamierung durch Stalin nach.
- Die Veränderung der Sieben Gebote

Die Veränderung der Sieben Gebote, bis hin zu der Reduzierung zu einem einzigen, das sogar dem ursprünglichen Grundgedanken widerspricht, steht für die ständige Veränderung der Ideale des Kommunismus hin zum Stalinismus durch die Machthaber, bis sich kaum mehr jemand an diese erinnern kann.
- Der Protest der Hennen

Als Napoleon von den Hennen fordert, alle Eier abzuliefern, protestieren diese dagegen und drei Minorca-Junghennen zerbrechen ihre Eier. Ähnlich verhielten sich viele Bauern der Ukraine, als sie im Zuge der Zwangskollektivierung enteignet werden sollten. Nicht wenige verbrannten ihre Felder. Daraufhin wurde der Hühnerstall isoliert und nicht mehr mit Futter versorgt. Nachdem mehrere von ihnen verhungert waren, gaben die Hennen schließlich auf. Ähnliches geschah 1932/33 in der Ukraine (siehe: Holodomor).
- Die Hinrichtung von vier Schweinen und drei Hennen

Die Hinrichtung von vier Schweinen und drei Hennen, die Kritik an Napoleons Entscheidungen übten und öffentlich zugaben, mit dem geflohenen Schneeball zusammen- und für Bauer Jones gearbeitet zu haben, symbolisiert die vielen Schauprozesse im Zuge der Stalinschen Säuberungen (russisch „Tschistka“) gegen Anhänger Trotzkis, Regimekritiker und sogar Mitglieder des Politbüros der KPdSU.
- Die Absetzung von Tiere Englands

Glorifiziert die Hymne Tiere Englands und deren Allegorie Die Internationale noch das einfache Tier bzw. Arbeiter und deren Rebellion, setzen deren Nachfolger auf die Farm (Sowjetunion) und auf den Anführer Napoleon bzw. Stalin (siehe: „Gimn Sowjetskowo Sojusa“ / Hymne der Sowjetunion).
- Handelsbeziehungen mit Mr. Frederick

Die anfänglichen Verhandlungen zwischen der Farm der Tiere und der Knickerfeld (Pinchfield) Farm von Mr. Frederick spiegeln den deutsch-sowjetischen Nichtangriffspakt zwischen dem Deutschen Reich unter Adolf Hitler und Stalin im Jahre 1939 wider. Der Stapel Bauholz, dessen Verkauf in Aussicht gestellt wird, könnte dabei für die Aufteilung Polens stehen.
- Angriff auf die Windmühle

Der Angriff auf die Windmühle durch Mr. Frederick und seine Leute zeichnet den Bruch des deutsch-sowjetischen Nichtangriffspakts und den Angriff des Dritten Reiches auf die Sowjetunion unter dem Decknamen Unternehmen Barbarossa 1941 nach. Nur mit Mühen und unter schweren Opfern kann dieser schließlich zurückgeschlagen werden (siehe: Schlacht von Stalingrad), wird aber von der Führung als überaus großer Gewinn gefeiert.
- Handelsbeziehungen mit Mr. Pilkington

Nachdem die Beziehungen zu Mr. Frederick nach dessen Angriff auf die Farm der Tiere abgebrochen worden sind, verhandelt Napoleon mit Mr. Pilkington und verkauft schließlich den begehrten Stapel Bauholz an diesen. Genauso suchte Stalin nach dem Angriff des Dritten Reiches Verbindungen zu den Westalliierten und bot im Zuge des Leih- und Pachtgesetzes Rohstoffe im Austausch für Rüstungsgüter an.
- Abwesenheit und Rückkehr des Raben Moses

Als Verkörperung der russisch-orthodoxen Kirche paktiert der Rabe Mose zu Beginn mit Bauer Jones (Zar Nikolaus II.), ist an der Revolution jedoch nicht beteiligt und verschwindet kurz darauf. Erst als die Arbeitsbedingungen unter dem Regime Napoleons zunehmend härter werden, kehrt Moses zurück. Dies symbolisiert den zunehmenden Einfluss der Kirche, nachdem die Revolution doch nicht die gewünschte Freiheit gebracht hat.
- Tolerierung Moses

Die Schweine finden Moses und seine Reden vom Kandiszuckerberg (englisch Sugarcandy Mountain; Jenseits) zwar offiziell lächerlich, lassen den Raben jedoch auf der Farm leben, ohne dass dieser arbeiten muss, um die Moral der Tiere aufrechtzuerhalten. Dies symbolisiert die Haltung Stalins zur russisch-orthodoxen Kirche während des Zweiten Weltkrieges, als diese die Kriegsanstrengungen der Sowjetunion unterstützte und die Moral der Bevölkerung hob.
- Die Feier mit Mr. Pilkington

Die Feier zwischen Napoleon und Mr. Pilkington ist eine Metapher für die Teheran-Konferenz 1943. Hier saß die kommunistische Sowjetunion mit den Ländern zusammen, gegen deren kapitalistisches System die russische Revolution gerichtet war, und verriet somit ihre ursprünglichen Ideale.
- Das Ausspielen des Pik-Ass (englisch Ace of Spades)

Am Ende des Kartenspieles zwischen Napoleon und Mr. Pilkington spielen beide gleichzeitig das Pik-Ass aus, und es kommt dadurch zum Streit. Ein Ausblick auf den beginnenden Kalten Krieg zwischen den Supermächten USA und Sowjetunion.

## Entstehung

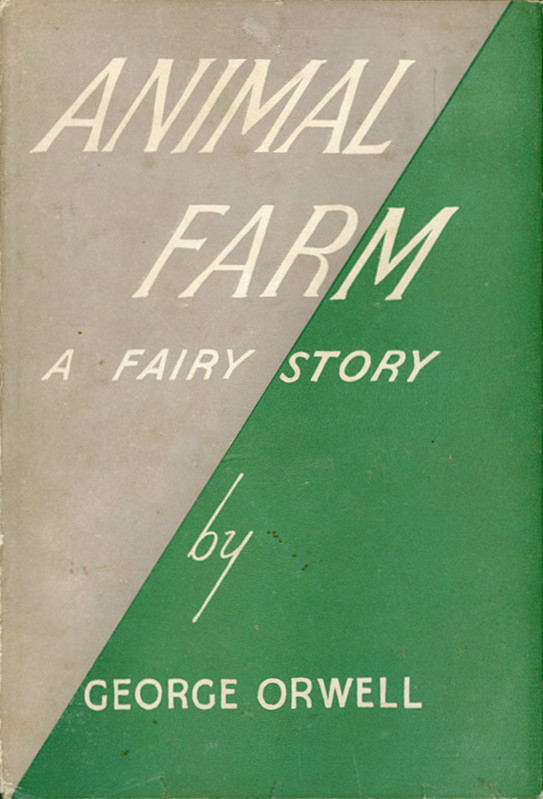
Originalausgabe von Animal Farm (1945)

Die Grundidee für dieses Buch kam Orwell bereits 1937. Allerdings wollten ihm die Details lange nicht in den Sinn kommen. Erst als er sah, wie ein ca. zehnjähriger Junge ein riesiges Zugpferd einen schmalen Pfad entlangtrieb und es immer dann schlug, wenn es vom Pfad wich, kam ihm zu Bewusstsein, dass, wenn solche Tiere sich ihrer Kraft nur bewusst würden, wir keine Macht über sie hätten und dass die Menschen die Tiere in ziemlich derselben Weise ausbeuten wie die Reichen das Proletariat. So beschrieb es Orwell selbst im Vorwort der ukrainischen Übersetzung des Buches.
Orwell schrieb das Buch Ende 1943 und 1944 in Anlehnung an seine Erfahrungen im Spanischen Bürgerkrieg, welche er in seinem Buch Mein Katalonien beschrieb. Er beabsichtigte das Buch als Verurteilung der, aus seiner Sicht, Verfälschung der ursprünglichen sozialistischen Ideale durch den Stalinismus. An diese Ideale glaubte er auch, nachdem er den Verrat der Revolution in Spanien mitangesehen hatte, was insbesondere daran deutlich wird, dass der zum Stalinismus entartete Sozialismus in dem Roman nicht eine ganz neue Form der totalitären Tyrannei hervorbringt, sondern „nur“ wieder auf die vorrevolutionäre Ebene des Kapitalismus zurückfällt.
Nach der Fertigstellung sah sich Orwell vor große Schwierigkeiten bei der Publikation gestellt: Farm der Tiere wurde von vier Verlegern abgelehnt. Ein Verleger, der das Werk anfangs zu akzeptieren schien, wies die Publikation auf ausdrückliches Anraten des britischen Informationsministeriums zurück.
Die Erstausgabe von Animal Farm. A Fairy Story erschien am 17. August 1945 bei Secker & Warburg in London und kam 1946 in den USA heraus.
In den Ostblock-Ländern stand dieses Werk von Orwell, wie auch der Roman 1984, auf der Liste der verbotenen Bücher und war nur als Samisdat-Ausgabe erhältlich. In der DDR wurde es nicht gedruckt, Besitz und Einfuhr waren bis zum Fall der Mauer verboten.
Zusätzlich versuchten westliche Geheimdienste unter der Führung der CIA, den Roman von 1952 bis 1959 zu Tausenden mittels 3-Meter-Ballonen von drei Startplätzen in Westdeutschland aus im Ostblock zu verbreiten. Die Luftwaffen Polens, Ungarns und der Tschechoslowakei hatten den Auftrag, diese in der Operation Aedinosaur gestarteten Ballone abzuschießen, aufgefundene Bücher sollten zerstört werden.

## „Die Pressefreiheit“
Das Original-Script enthielt ein Vorwort mit dem Titel The Freedom of the Press, in welchem Orwell die britische Selbstzensur, die Unterdrückung kritischer Äußerungen gegen den damaligen Alliierten Sowjetunion und schließlich die Unterdrückung des Buches durch die britische Regierung kritisierte. Das Vorwort fiel schließlich genau dieser Zensur zum Opfer und war deshalb in der im August 1945 veröffentlichten Erstausgabe und den meisten der folgenden Ausgaben nicht enthalten. Aus diesem Vorwort stammt das von Orwell berühmt gewordene Zitat: „Falls Freiheit überhaupt etwas bedeutet, dann bedeutet sie das Recht darauf, den Leuten das zu sagen, was sie nicht hören wollen.“
Auch nachdem Ian Angus das Vorwort 1972 in Orwells persönlichen Unterlagen entdeckt hatte, verweigerten die Verleger die Publikation.
Ausnahmen hiervon sind die 1993 erschienene Everyman’s-Library-Ausgabe, die Ausgabe des Penguin-Verlages (2000) und des Diogenes Verlages (2002), in denen es jedoch im Anhang und nicht, wie von Orwell vorgesehen, als Vorwort abgedruckt wurde.
Für die ukrainische Ausgabe verfasste Orwell 1947 ein Extra-Vorwort, in dem er biographische Angaben und politische Ansichten darlegt.

## Verfilmungen
Nach Orwells Tod im Jahr 1950 ließ die CIA die Filmrechte kaufen, um – ähnlich wie sie es später bei der Verfilmung 1984 tat – eine stärker antikommunistische Geschichte daraus zu machen.
- Aufstand der Tiere (auch: Animal Farm – Aufstand der Tiere) 1954 – Zeichentrickfilm von John Halas und Joy Batchelor.[13] Die Handlung hält sich dabei weitgehend eng an die Vorlage, unterscheidet sich allerdings zum Ende deutlich: Die Schweine fangen nicht an, mit den Menschen gemeinsame Sache zu machen, sondern können eine „animalische Weltrevolution“ auslösen, in deren Verlauf auf jedem Bauernhof die Schweine an die Macht gelangen und es sich zum Ziel setzen, die anderen Tiere mit immer weniger Nahrung immer mehr arbeiten zu lassen. In der allerletzten Szene des Films jedoch starten die unterdrückten Tiere schließlich eine zweite Revolution, diesmal gegen die Herrschaft der Schweine, die dadurch gestürzt wird.

- Animal Farm 1999 – Ein Fernsehfilm, in dem man reale Tiere – mit derselben Technik, die schon durch den Film Ein Schweinchen namens Babe bekannt wurde – computeranimiert „sprechen“ ließ. Hier wurde die Handlung stark verändert, indem man den Zerfall der Sowjetunion und des Ostblocks 1989 berücksichtigte, samt einem kindgerechten Happy End, wo nach Jahren der Schweineherrschaft neue Menschen wieder die Farm übernehmen und dies von den Tieren mit „… und endlich waren wir frei!“ kommentiert wird. Die Hündin Jessie übernimmt hier die Erzählerrolle.
- Red Secrets – Im Fadenkreuz Stalins verwendet den Kontext der Fabel und verwendet Zitate aus dem Buch
- Animal Farm, Animationsfilm, 2025

## Hörspiele
- 1959: Die Farm der Tiere – Bearbeitung (Wort): Hans Daiber; Regie: Günter Bommert, mit Wolfgang Engels, Walter Jokisch, Ernst Rottluff, Jürgen Thormann, Günther Neutze, Walter Bäumer u. a. – Produktion: Radio Bremen
- 1981 produzierte auch der RIAS Berlin unter der Regie von Manfred Marchfelder eine Hörspielfassung der Farm der Tiere u. a. mit Harry Wüstenhagen, Otto Sander, Lothar Blumhagen, Klaus Herm, Helmut Wildt und Bernhard Minetti
- 2014: Farm der Tiere – Ein Märchen (Ungekürzt); gelesen von Hans Korte[14]

## Videospiele
- 2020: Orwell’s Animal Farm – Entwickler: Nerial; Publisher: The Dairymen, ein Abenteuerspiel mit Management- und Visual-Novel-Elementen[15]

## Oper
- 2023: Animal Farm, Oper in drei Akten, neun Szenen und einem Epilog von Alexander Raskatov, Text Ian Burton und Alexander Raskatov nach George Orwell, Auftragswerk und Koproduktion der De Nationale Opera, der Wiener Staatsoper, des Teatro Massimo Palermo und der Finnischen Nationaloper[16][17]